# 251

## Събития
- Готски групи с водач Книва минават Дунав и нападат в грабежен поход провинциите Мизия и Дакия.
- През първата половина на юни готите на Книва се срещат с римляните на Деций при Абритус (Разград).

## Починали
- есента – Хостилиан, римски император
- 1 юли – Деций Траян, римски император
- 1 юли – Херений Етруск, римски император